# Зникнення Снехи Енн Філіп
Снеха Енн Філіп (англ. Sneha Anne Philip, 7 жовтня 1969 р. — вважається загиблою 11 вересня 2001 р.) — американська лікарка індійського походження, яку востаннє бачили 10 вересня 2001 року завдяки камері спостереження крамниці поблизу її будинку в Нижньому Мангеттені. Можливо, вона повернулася додому тієї ж ночі або наступного ранку. Через близькість Всесвітнього торгового центру та її медичну освіту родина Філіп вважає, що вона загинула 11 вересня, намагаючись допомогти жертвам терактів.
Було проведено два розслідування. Перше, проведене Роном Ліберманом (чоловіком Філіп), та приватним детективом Кеном Галлантом, колишнім агентом ФБР. Спочатку вони припускали, що її зникнення та можлива смерть не пов'язані з нападами, але пізніше дійшли висновку, що це найімовірніший результат. Розслідування, розпочате набагато пізніше Департаментом поліції Нью-Йорка, ретельно дослідило її життя до 11 вересня та виявило подробиці про її подружні проблеми, труднощі на роботі та зловживання алкоголем. Це призвело їх до висновку, що так само може бути ймовірно, що її спіткала інша доля, хоча автор цього звіту пізніше засвідчив, що, на його думку, Філіп, ймовірно, все ж загинула внаслідок теракту.
Ліберман та родина Філіп рішуче заперечують деякі з фактів та висновків поліцейського звіту, натякаючи, що поліція погано працювала або навіть сфабрикувала деякі свої докази. Родина Філіп зазначила, що є багато інших жертв 11 вересня, чиї рештки так і не вдалося знайти, а також інші жертви, яких було додано до списку, незважаючи на такий самий незначний зв'язок з терористичною атакою. Жодних фізичних доказів того, що Філіп загинула у ВТЦ або поруч, не виявлено.
Посилаючись на докази з поліцейського звіту, Нью-Йоркський суд у справах про спадщину та опіку відхилив клопотання родини Філіп про оголошення її жертвою теракту, припустивши, що вона могла навмисно зникнути або бути вбитою кимось, з ким вона зустрічалася під час своїх частих вечірніх прогулянок. Однак 31 січня 2008 року Апеляційний відділ Верховного суду штату Нью-Йорк скасував рішення суду нижчої інстанції та офіційно визнав Філіп її 2751-ю жертвою теракту, загиблою внаслідок обвалу Веж-Близнюків.

## Передісторія
Снеха Енн Філіп народилася в Кералі, Індія, будучи однією з трьох дітей в родині Ансу (уродженої Джон) та Філіпа Кочіїла Філіпів.
Пізніше вони переїхала з батьками до північної частини штату Нью-Йорк, спочатку оселившись в районі Олбані, а потім у невеликому селі Гоупвелл-Джанкшен в окрузі Датчесс.
Закінчивши Університет Джонса Гопкінса в 1991 році, Філіп вирішила продовжити кар'єру в медицині та у 1995 році вступила до Чиказької медичної школи. Там вона познайомилася з Роном Ліберманом, студентом з Лос-Анджелеса, який навчався на курс пізніше за неї, і почала зустрічатися з ним. У них були спільні творчі інтереси поза межами запланованої кар'єри — він був музикантом, а вона цікавилася живописом.
Філіп взяла річну відпустку для подорожу Італією, і таким чином вони з Ліберманом закінчили навчання разом. Вони переїхали до Нью-Йорка, де обидва пройшли інтернатуру — Ліберман у медичному центрі Джейкобі в Бронксі, а Філіп — у медичному центрі Кабріні, ближче до їхньої маленької квартири в Іст-Вілледж.
Пара одружилася у травні 2000 року. Невелика церемонія була проведена в окрузі Датчесс, і поєжнувала єврейські елементи та сирійсько-християнські елементи церкви Святого Томи. Ліберман подарував своїй нареченій мінну, традиційний малаяльський сирійсько-християнський весільний кулон у формі золотої сльозини з діамантом. Невдовзі після цього вони переїхали до більшої квартири в Беттері-Парк-Сіті.

## Зникнення
Філіп востаннє бачили 10 вересня 2001 року, у день, коли вона була вільна від роботи. За словами Лібермана, вона планувала провести день, прибираючи квартиру в очікуванні обіду, на який мала завітати через два дні її двоюрідна сестра. Філіп дві години розмовляла по інтернету зі своєю матір'ю, під час якої вона згадала, що планує відвідати ресторан Windows on the World на вершині Північної вежі Всесвітнього торгового центру, де наступної весни мало відбутися весілля її подруги.
О 16:00 вона завершила розмову та пішла здати одяг у місцеву хімчистку, потім відправилася до магазину Century 21, де скористалася спільною з чоловіком карткою American Express, щоб купити білизну, сукню, колготки та постільну білизну. Також Філіп купила три пари взуття у прибудові до магазину. Камера спостереження в Century 21 зафіксувала її під час цього походу по магазинах. Це відео та записи про застосування кредитної картки є останніми точними підтвердженими присутності Філіп будь-де.
Ліберман повернувся до квартири після півночі того ж вечора та помітив, що Філіп немає. Він вирішив, що вона затрималася допізна або всю ніч, як це робила й раніше, і вирішив нагадати їй наступного разу, коли побачить її, щоб вона телефонувала йому за таких обставин. Ліберман пішов спати, оскільки наступного ранку йому потрібно було рано вставати на роботу. Пізніше розслідування виявило, що хтось телефонував Ліберману на мобільний телефон з квартири о 4-й ранку. Ліберман цього не пам'ятає. Коли він встав на роботу о 6:30, Філіп все ще не повернулася.
Того ж вечора, після терактів 11 вересня, Ліберман зміг за допомогою посвідчення медика зміг пройти через периметр безпеки та повернутися до квартири. Оскільки вікно було залишено відчиненим, всюди у квартирі був пил від зруйнованих веж. На ньому були сліди двох їхніх кошенят, але жодного людського.
Філіп була однією з сотень людей, про зникнення яких поліція отримала повідомлення після 11 вересня. Як і у випадку з іншими жертвами, її родина розклеїла листівки по всьому місту, намагаючись знайти її. Справа Філіп була єдиною не пов'язаною з терактами, і, щоб викликати інтерес ЗМІ, її брат неправдиво заявив, ніби востаннє спілкувався з нею вже під час теракту. Її так і не знайшли, і її місцезнаходження невідоме.

## Розслідування

### Ліберман і Галлант
Ліберман зателефонував до American Express і, дізнавшись про покупки, здійснені кредитною карткою дружини попереднього вечора, розклеїв об'яви в інших магазинах «Century 21». Пізніше того ж тижня йому зателефонувала продавчиня з магазину на Нижньому Мангеттені, на той момент була переміщеного до Брукліна, і сказала, що пам'ятає Філіп, яка часто заходила до крамниці. Також продавчиня згадала, що увечері 10 вересня Філіп супроводжувала ще одна молода жінка, теж можливо, індійського походження. Після перегляду відеозаписів протягом трьох тижнів Ліберман знайшов запис, на якому його дружина переглядала одяг у відділі пальто, хоча згаданої супутниці на цьому записі не було.
Оскільки Ліберман спочатку вважав поліцейських детективів малокорисними та він припускав, що Філіп загинула разом з іншими жертвами теракту, він найняв приватного детектива Кена Галланта, який знайшов два докази, які свідчать про те, що зникла, можливо, повернулася до свого будинку рано вранці 11 вересня. Першим доказом був дзвінок з домашнього телефону на мобільний Лібермана; другим — відеозапис з камер безпеки у вестибюлі. Позначка часу — 8:43 ранку, лише за три хвилини до того, як рейс 11 American Airlines врізався в Північну вежу. У такий проміжок часу з 7 до 9 ранку Філіп зазвичай поверталася після своїх нічних прогулянок. На відео видно якусь жінку, яка входить до будівлі, чекає біля ліфта та через кілька хвилин виходить. Через поганий контраст через сонячне світло у вестибюлі видно лише силует цієї жінки, але її волосся та одяг аналогічні таким у Філіп на записі з «Century 21» попереднього вечора; родина каже, що поведінка жінки також нагадує Філіп. Однак, вона не мала при собі з сумок, які могли б у неї бути після походу по магазинах, і знову ж таки, вищезгаданої супутниці також ніде не видно.. Ліберман не зміг точно ідентифікувати жінку як свою дружину, але слідчий поліції Нью-Йорка вважає, що це була саме вона.
Спочатку Галлант розглядав можливість того, що Філіп використала напад, щоб втекти від якихось своїх особистих проблем і почати нове життя як нова особистість. Однак на жорсткому диску її комп'ютера не знайшлося жодних доказів таких планів чи відповідних контактів. Також вона залишила вдома свої окуляри, паспорт, водійські права та кредитні картки, окрім картки American Express. Ліберман тримав цей рахунок відкритим на випадок, якщо картку буде знову десь викоррстано, але цього не сталося. Галлант і Ліберман зрештою дійшли висновку, що Філіп, будучи лікарем, поспішила на місце теракту, щоб надати допомогу постраждалим, і згодом загинула там за невизначених обставин, наприклад під час обвалу веж.

### Поліція Нью-Йорку
Деякий час після нападів поліція Нью-Йорку не могла приступити розслідування справи Філіп. Коли ж розслідування все ж почалося, було виявлено багато деталей про життя Філіп до 11 вересня, які дозволяли припустити, що на момент обвалення веж вона могла бути в іншому місці або вже мертвою.
Раніше цього року медичний центр Кабріні відмовився продовжувати контракт з Філіп, посилаючись на її неодноразові запізнення та проблеми з алкоголем, що фактично призвело до її звільнення. Невдовзі після того, як їй повідомили про це рішення, Філіп пішла до бару з іншими співробітниками Cabrini, і врешті провела ніч у в'язниці. Вона поскаржилася поліції, що у барі до неї домагався знайомий інтерн. Прокурор, який розслідував цю справу, зняв звинувачення у сексуальних домаганнях та натомість висунув Філіп звинувачення у неправдивих свідченнях. Він запропонував зняти це звинувачення, якщо вона відмовиться від початкової скарги, але вона не захотіла цього робити і була затримана на ніч.
Після звільнення з Кабріні Філіп почала проводити вечори в гей-клубах міста та іноді поверталася звідти з жінками. Поліція також заявила, що брат Філіп виявив, що вона та його тодішня дівчина займалися сексом, хоча її брат це заперечив. Філіп пройшла ще одну інтернатуру з терапевтії в Медичному центрі Святого Вінсента на Стейтен-Айленді, але там зіткнулася з подібними проблемами — її вже відсторонили від роботи за пропуск зустрічі з консультантом з питань зловживання психоактивними речовинами.
Вранці 10 вересня Філіп було офіційно пред'явлено звинувачення у кримінальному злочині, і вона не визнала себе винною. У поліцейському звіті йдеться, що після цього вона та Ліберман голосно посварилися біля будівлі суду через її проблеми та вечірні прогулянки, після чого вона пішла, залишивши його йти додому самого. Після розгляду цього звіту у січні 2004 року міський судово-медичний експерт викреслив Філіп з офіційного списку жертв.

### Реакція родини на висновки поліції
Чоловік, брат та родина Філіпа оскаржили значну частину інтерпретацій документальних доказів поліцією Нью-Йорка. Вони стверджують, що Філіп звільнили з Кабріні не через алкоголізм, а тому, що вона викрила на расові та сексуальні упередження (пізніше лікарня повідомила репортеру, що не має доказів будь-яких офіційних скарг з її боку). Ліберман каже, що хоча його дружина дійсно часто відвідувала лесбійські бари, це було тому, що вона не хотіла повторення ситуації, яка сталася з її колегою. Вона ніколи не займалася сексом з жінками, з якими ходила додому, стверджує він, і вони часто просто слухали музику, спали або малювали. Одного разу вона навіть повернулася додому вся в фарбі після того, як провела час з якоюсь художницею. Алкоголь Філіп вживала тимчасово, щоб полегшити депресію після звільнення, і припинила, щойно її життя повернулося до норми.
Брат Філіп каже, що твердження ніби він застав її зі своєю дівчиною, є повністю вигаданим, і що він навіть ніколи не розмовляв з детективом, який це написав. Так само Ліберман каже, що ніякої сварки в будівлі суду після пред'явлення їй звинувачення не було. Поліція, на їхню думку, екстраполювала ті нечисленні факти, які змогла знайти, намагаючись компенсувати свою початкову неуважність до цієї справи.

## Судові розгляди

### Нью-Йоркський суд у справах про спадщину та опіку
У 2003 році, після завершення розслідування поліції Нью-Йорка, Ліберман подав клопотання до Суду у справах про спадщину та опіку, з проханням про оголошення його дружини жертвою терактів 11 вересня. Законодавство штату Нью-Йорк вимагає «чітких та переконливих» доказів того, що жертві загрожувала смертельна небезпека, щоб можна було застосувати презумпцію смерті та подальші правові положення, включаючи виплати з федерального Фонду компенсації жертвам 11 вересня.
Ліберман вважав, що спеціальність його дружини змусила б її поспішити до Всесвітнього торгового центру, якщо вона була поблизу, та запропонувати допомогу жертвам. Мати Філіп також свідчила що дочка планувала відвідати Windows on the World і, можливо, зробити покупки в моллі ВТЦ. Автор звіту поліції Нью-Йорка також підтримав думку, що Філіп могла загинути у ВТЦ.
Еллен Віннер, призначена опікуном Філіп ad litem, представила звіт поліції Нью-Йорка і заявила, що не має чітких доказів того, що Філіп перебувала у Всесвітньому торговому центрі або поблизу нього під час теракту. 29 червня 2006 року суддя Рене Рот постановила, що не може бути встановлено, чи Філіп взагалі померла 11 вересня, і натомість встановила дату її юридичної смерті на 10 вересня 2004 року, через три роки після того, як її оголосили зниклою безвісти, згідно із законом штату.
Родина Філіп подала апеляцію, порівнюючи її справу зі справою Хуана Лафуенте (Juan Lafuente), ще одного можливого потерпілого. Як і у випадку з Філіп, твердження про його загибель внаслідок терактів 11 вересня ґрунтується на непрямих доказах. Він, як і вона, нещодавно втратив роботу та боровся з депресією, і як добровільний пожежний маршал у Пукіпсі, можливо, міг запропонувати свою допомогу у Всесвітньому торговому центрі. Його офіс знаходився за вісім кварталів на північ від ВТЦ, але суд прийняв свідчення чоловіка, який часто відвідував той самий місцевий гастроном і нібито підслухав, як Лафуенте казав, що того ранку у нього призначена зустріч у Вежах-Близнюках. Зрештою суд постановив, що Лафуенте загинув під час нападів, вважаючи, що він був у Північній вежі на момент зіткнення з літаком. Родина Філіп вважає, що клопотання Лафуенте, з аналогічно мінімальними доказами присутності ймовірного померлого на місці теракту, було прийнято головним чином тому, що його дружина, Колетт, на той час була мером Пукіпсі, і справа розглядалася там, а не на Мангеттені.

### Апеляційний суд
Незважаючи на припущення, що шанси на успіх будуть низькими, Ліберман та адвокат родини Філіпів продовжили апеляцію. 31 січня 2008 року колегія з п'яти суддів скасувала рішення судді Рот, визнавши найпростішим поясненням найімовірніше — що Філіп загинула, намагаючись допомогти людям у Всесвітньому торговому центрі.
Суддя Девід Сакс, який писав від імені трьох інших суддів більшості, зазначив, що центральною проблемою була відсутність прямих доказів того, що Філіп була на місці теракту. Однак, він сказав наступне:
Навіть якщо припустити, що застосовується стандарт «чітких та переконливих «доказів, цей стандарт не вимагає абсолютної впевненості; він лише вимагає, щоб докази робили висновок «дуже ймовірним». Навіть без прямих доказів, які б беззаперечно підтверджували, що її маршрут того ранку пролягав повз Всесвітній торговий центр на момент атаки, докази показують високу ймовірність того, що вона загинула того ранку і на цьому місці, тоді як до будь-якого іншого висновку призводять лише найменші припущення
.
Суддя Сакс відхилив твердження, висловлені у звіті поліції Нью-Йорка, заявивши, що вони є чутками та не були належним чином представлені на початковому слуханні, а натомість додані Віннер до звіту вже після слухання Також вона не провела належної перевірки висловлених у звіті тверджень під час фактичного слухання. Таким чином, «будь-яке посилання суду на нібито факти, стверджувані в цих звітах, але не доведені на слуханні, було неналежним». Якщо було встановлено, що Лафуенте загинув під час теракту, то так могла загинути і Філіп, підсумував він. Сакс вважав малоймовірним, що вона навмисно зникла через відсутність доказів підготовки до цього, і погодився з Ліберманом, Галлантом і Старком, що якби вона померла якимось іншим чином, деякі докази з часом би з'явилися.
Суддя, який висловив окрему думку, Бернард Мелоун-молодший, порівняв справу Філіп зі справою Лафуенте, зазначивши, що у Лафуенте був більш передбачуваний розпорядок дня, стабільніше життя, і що існували незалежні докази, що підтверджували його зустріч у Всесвітньому торговому центрі, куди він, можливо, прямував. «Тут же припущень більше», — сказав він.
Таким чином, Філіп офіційно оголосили 2751-ю жертвою обвалу Веж-Близнюків.
Це рішення залишає лише одну зниклу безвісти особу, чия можлива смерть у Всесвітньому торговому центрі не розкрита — мексиканського іммігранта Фернандо Молінара. Йогосніхто не бачив і не чув з 8 вересня 2001 року, коли він повідомив матері по телефону, що починає нову роботу в піцерії поблизу Всесвітнього торгового центру. Стосовно нього також було подано аналогічну петицію до суду в справах про спадщину та опіку, але суд відхилив її.

## Пам'ять

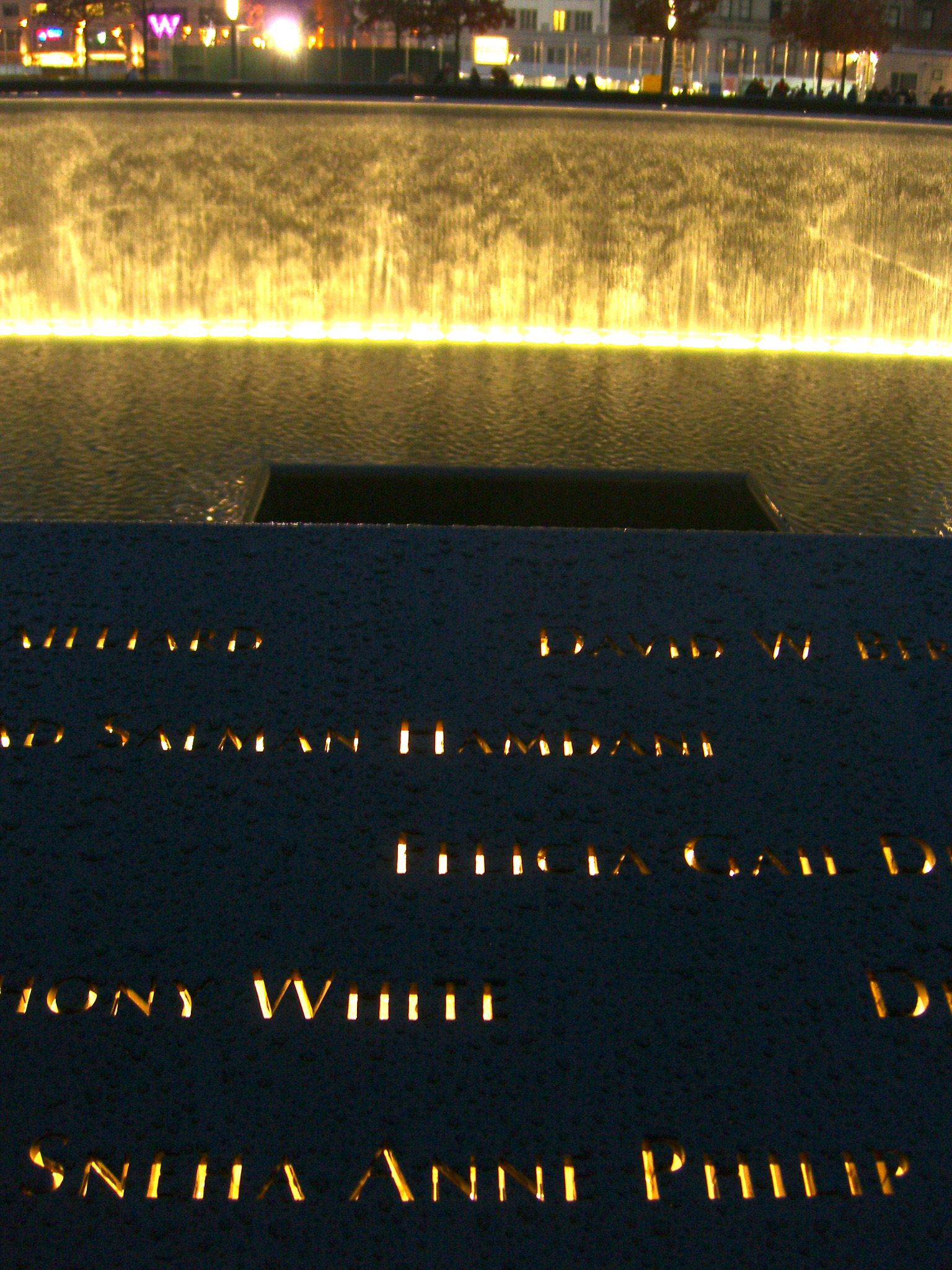
Ім'я Філіп розташоване на панелі S-66 південного басейну меморіалу 11 вересня.

Оскільки Фонд компенсації жертвам 11 вересня здійснив усі свої виплати та закрився у 2003 році, Ліберман не отримав жодних грошей. Але рішення суду означає, що ім'я Філіп може бути додано до офіційних меморіалів жертвам
Один, спеціально присвячений Філіп, вже встановлено в Коледжі громади Датчесс, де її мати працює програмістом. Родина Філіп поховала урну з попелом з Ground Zero на кладовищі поблизу свого будинку. Через шість місяців після рішення апеляційного суду, у липні 2008 року, влада міста офіційно повідомила родину, що Філіп додано до списку жертв.
Жодних фізичних останків Філіп, як і ще понад тисячі жертв теракту у ВТЦ, не було знайдено, але її родина сподівалася, що вдасться знайти прикраси, які були на неї одягнені того дня. Серед них були діаманти, що витримали б температуру пожеж на Ground Zero. На такий випадок родина надала фотографії прикрас.
На Національному меморіалі 11 вересня ім'я Снехи Енн Філіп увічнено біля Південного басейну на панелі S-66/
Батьки Філіп, як пам'ять, зберегли її кімнату у своєму будинку в Пукіпсі такою ж, як коли загибла там жила, додавши кілька фотографій та її дипломи. Ліберман залишається близьким з ними колишніми родичами та одружився повторно у 2010 році за їхньої підтримки.
У Кералі на честь Снехи створено два меморіальні фонди. Меморіальний фонд Снехи Філіп, заснований її родиною, оплачує лікування малозабезпечених пацієнтів. Також фонд на її ім'я заснувала лікарська асоціація Мар Тома.